# OK Liga 2005-2006
L'OK Liga 2005-2006 è stata la 37ª edizione del torneo di primo livello del campionato spagnolo di hockey su pista; disputato tra il 13 settembre 2005 e il 11 giugno 2006 si è concluso con la vittoria del Barcellona, al suo diciannovesimo titolo.

## Stagione

### Formula
L'OK Liga 2005-2006 vide ai nastri di partenza sedici club; la manifestazione fu organizzata con un girone all'italiana, con gare di andata e ritorno per un totale di 30 giornate: erano assegnati tre punti per l'incontro vinto, un punto a testa per l'incontro pareggiato e zero la sconfitta. Al termine della stagione regolare furono disputati i play-off tra le prime otto squadre classificate; la vincitrice venne proclamata campione di Spagna. Le squadre classificate dal quattordicesimo al sedicesimo posto retrocedettero direttamente in Primera División, il secondo livello del campionato.

## Classifica finale stagione regolare
|                   | Pos. | Squadra         | Pt | G  | V  | N | P  | GF  | GS  | DR  |
| ----------------- | ---- | --------------- | -- | -- | -- | - | -- | --- | --- | --- |
| Spagna (bandiera) | 1.   | Barcellona      | 74 | 30 | 24 | 2 | 4  | 151 | 56  | +95 |
|                   | 2.   | Reus Deportiu   | 65 | 30 | 20 | 5 | 5  | 94  | 53  | +41 |
|                   | 3.   | Vic             | 53 | 30 | 15 | 8 | 7  | 101 | 75  | +26 |
|                   | 4.   | Igualada        | 49 | 30 | 15 | 4 | 11 | 92  | 78  | +14 |
|                   | 5.   | Vilanova        | 47 | 30 | 14 | 5 | 11 | 82  | 71  | +11 |
|                   | 6.   | Tenerife        | 46 | 30 | 14 | 4 | 12 | 80  | 85  | -5  |
|                   | 7.   | Noia            | 43 | 30 | 12 | 7 | 11 | 86  | 73  | +13 |
|                   | 8.   | Maçanet         | 43 | 30 | 13 | 4 | 13 | 69  | 80  | -11 |
|                   | 9.   | Liceo La Coruña | 42 | 30 | 12 | 6 | 12 | 87  | 79  | +8  |
|                   | 10.  | Blanes          | 38 | 30 | 11 | 5 | 14 | 72  | 88  | 16  |
|                   | 11.  | PAS Alcoy       | 36 | 30 | 10 | 6 | 14 | 70  | 88  | -18 |
|                   | 12.  | Voltregà        | 35 | 30 | 10 | 5 | 15 | 67  | 90  | -23 |
|                   | 13.  | Lloret          | 33 | 30 | 8  | 9 | 13 | 69  | 98  | -29 |
|                   | 14.  | Tordera         | 32 | 30 | 9  | 5 | 16 | 62  | 86  | 24  |
|                   | 15.  | Oviedo          | 25 | 30 | 6  | 7 | 17 | 66  | 94  | -28 |
|                   | 16.  | Vilafranca      | 16 | 30 | 4  | 4 | 22 | 53  | 107 | 54  |

Legenda:
  Vincitore della Coppa del Re 2006.
  Partecipa ai play-off.
      Campione di Spagna e ammessa in CERH Champions League 2006-2007.
      Ammessa in CERH Champions League 2006-2007.
      Ammessa in Coppa CERS 2006-2007.
      Retrocessa in Primera División 2006-2007.
Note:
Tre punti a vittoria, uno a pareggio, zero a sconfitta.

## Play-off
|  | Quarti di finale | Quarti di finale | Quarti di finale | Quarti di finale | Quarti di finale | Quarti di finale | Quarti di finale |  |  | Semifinali | Semifinali    | Semifinali    | Semifinali    | Semifinali    | Semifinali | Semifinali |   |   | Finale | Finale     | Finale     | Finale | Finale | Finale | Finale |  |
|  |                  |                  |                  |                  |                  |                  |                  |  |  |            |               |               |               |               |            |            |   |   |        |            |            |        |        |        |        |  |
|  | 1                | Barcellona       | Barcellona       | Barcellona       | 9                | 7                | 4                |  |  |            |               |               |               |               |            |            |   |   |        |            |            |        |        |        |        |  |
|  | 8                | Maçanet          | Maçanet          | Maçanet          | 4                | 1                | 1                |  |  | 1          | Barcellona    | Barcellona    | Barcellona    | 5             | 4          | 4          |   |   |        |            |            |        |        |        |        |  |
|  | 4                | Igualada         | Igualada         | 3                | 7                | 3                | 1                |  |  | 4          | Igualada      | Igualada      | Igualada      | 3             | 3          | 0          |   |   |        |            |            |        |        |        |        |  |
|  | 5                | Vilanova         | Vilanova         | 0                | 1                | 4                | 0                |  |  |            |               |               |               |               |            |            |   |   | 1      | Barcellona | Barcellona | 3      | 5      | 5      | 3      |  |
|  | 2                | Reus Deportiu    | Reus Deportiu    | Reus Deportiu    | 2                | 1                | 5                |  |  |            |               | 2             | Reus Deportiu | Reus Deportiu | 1          | 3          | 6 | 2 |        |            |            |        |        |        |        |  |
|  | 7                | Noia             | Noia             | Noia             | 0                | 0                | 1                |  |  | 2          | Reus Deportiu | Reus Deportiu | Reus Deportiu | 3             | 3          | 6          |   |   |        |            |            |        |        |        |        |  |
|  | 3                | Vic              | Vic              | 7                | 4                | 0                | 3                |  |  | 3          | Vic           | Vic           | Vic           | 1             | 2          | 4          |   |   |        |            |            |        |        |        |        |  |
|  | 6                | Tenerife         | Tenerife         | 2                | 0                | 2                | 2                |  |  |            |               |               |               |               |            |            |   |   |        |            |            |        |        |        |        |  |